# Orangeögd törnfågel
Orangeögd törnfågel (Phacellodomus erythrophthalmus) är en fågel i familjen ugnfåglar inom ordningen tättingar.

## Utseende och läte
Orangeögd törnfågel är en medelstor törnfågel med lång stjärt. Den är roströd på panna, strupe och stjärt, medan resten av kroppen är brun. Karakteristiskt är de orangefärgade ögonen. Sången är nasal och ljudlig, vanligen avgiven i duett.

## Utbredning och systematik
Fågeln förekommer i kustnära östra Brasilien (södra Bahia till São Paulo). Den behandlas som monotypisk, det vill säga att den inte delas in i några underarter.

## Levnadssätt
Orangeögd törnfågel hittas i kanter av fuktiga skogar, vanligen nära våtmarker och vattendrag. Fågeln bygger ett mycket stort bo av kvistar.

## Status och hot
Arten har ett stort utbredningsområde, men tros minska i antal, dock inte tillräckligt kraftigt för att den ska betraktas som hotad. Internationella naturvårdsunionen IUCN listar arten som livskraftig (LC).